# 2012-es FIFA-klubvilágbajnokság
A 2012-es FIFA-klubvilágbajnokság a klubvilágbajnokság kilencedik kiírása. A tornát december 6. és 16. között rendezték Japánban. Az eseményen 7 klub vesz részt. A vb-t a brazil Corinthians nyerte. A tornán, első alkalommal sikeresen tesztelték a gólvonal-technológiákat, a golbírót.

## Részt vevő csapatok
| Csapat                       | Konföderáció | Kvalifikáció módja                               | Részvételek száma |
| ---------------------------- | ------------ | ------------------------------------------------ | ----------------- |
| Az elődöntőben csatlakozik   |              |                                                  |                   |
| Chelsea                      | UEFA         | A 2011–2012-es UEFA-bajnokok ligája győztese     | 1                 |
| Corinthians                  | CONMEBOL     | A 2012-es Copa Libertadores győztese             | 2                 |
| A negyeddöntőben csatlakozik |              |                                                  |                   |
| CF Monterrey                 | CONCACAF     | A 2011–2012-es CONCACAF-bajnokok ligája győztese | 2                 |
| Ulsan Hyundai                | AFC          | A 2012-es AFC-bajnokok ligája győztese           | 1                 |
| Al-Ahly                      | CAF          | A 2012-es CAF-bajnokok ligája győztese           | 4                 |
| A selejtezőben csatlakozik   |              |                                                  |                   |
| Auckland City FC             | OFC          | A 2011–2012-es OFC-bajnokok ligája győztese      | 4                 |
| Sanfrecce Hirosima           | Házigazda    | A 2012-es japán labdarúgó-bajnokság győztese     | 1                 |

## Eredmények
A mérkőzéseket az egyenes kieséses rendszernek megfelelő szabályok szerint játszották, azaz, ha a rendes játékidő után döntetlen volt az eredmény, akkor kétszer tizenöt perces hosszabbítás következett. Ha ezután sem volt győztes, akkor büntetőpárbajban dőlt el a mérkőzés sorsa. Ez alól az ötödik- illetve a harmadik helyért játszott mérkőzések voltak a kivételek, ugyanis ezeken döntetlen esetén sem volt hosszabbítás, azonnal büntetőpárbaj következett.

### Ágrajz
|  |                        |                        |                        |                         |                         |                         |                       |                       |                       |             |             |             |           |  |  |                         |                         |                         |
|  | Selejtező              | Selejtező              | Selejtező              |                         |                         | Negyeddöntők            | Negyeddöntők          | Negyeddöntők          |                       |             | Elődöntők   | Elődöntők   | Elődöntők |  |  | Döntő                   | Döntő                   | Döntő                   |
|  | Selejtező              | Selejtező              | Selejtező              |                         |                         | Negyeddöntők            | Negyeddöntők          | Negyeddöntők          |                       |             | Elődöntők   | Elődöntők   | Elődöntők |  |  | Döntő                   | Döntő                   | Döntő                   |
|  | december 6. – Jokohama | december 6. – Jokohama | december 6. – Jokohama | december 9. – Tojota    | december 9. – Tojota    | december 9. – Tojota    | december 12. – Tojota | december 12. – Tojota | december 12. – Tojota |             |             |             |           |  |  |                         |                         |                         |
|  | december 6. – Jokohama | december 6. – Jokohama | december 6. – Jokohama | december 9. – Tojota    | december 9. – Tojota    | december 9. – Tojota    | december 12. – Tojota | december 12. – Tojota | december 12. – Tojota |             |             |             |           |  |  |                         |                         |                         |
|  | Sanfrecce Hirosima     | Sanfrecce Hirosima     | 1                      | Sanfrecce Hirosima      | Sanfrecce Hirosima      | 1                       | Al-Ahly               | Al-Ahly               | 0                     |             |             |             |           |  |  |                         |                         |                         |
|  | Sanfrecce Hirosima     | Sanfrecce Hirosima     | 1                      | Sanfrecce Hirosima      | Sanfrecce Hirosima      | 1                       | Al-Ahly               | Al-Ahly               | 0                     |             |             |             |           |  |  |                         |                         |                         |
|  | Auckland City          | Auckland City          | 0                      |                         |                         | Al-Ahly                 | Al-Ahly               | 2                     |                       |             | Corinthians | Corinthians | 1         |  |  | december 16. – Jokohama | december 16. – Jokohama | december 16. – Jokohama |
|  | Auckland City          | Auckland City          | 0                      |                         |                         | Al-Ahly                 | Al-Ahly               | 2                     |                       |             | Corinthians | Corinthians | 1         |  |  | december 16. – Jokohama | december 16. – Jokohama | december 16. – Jokohama |
|  |                        |                        |                        |                         |                         |                         |                       |                       |                       | Corinthians | Corinthians | 1           |           |  |  |                         |                         |                         |
|  |                        |                        |                        |                         |                         |                         |                       |                       |                       | Corinthians | Corinthians | 1           |           |  |  |                         |                         |                         |
|  | december 9. – Tojota   | december 9. – Tojota   | december 9. – Tojota   | december 13. – Jokohama | december 13. – Jokohama | december 13. – Jokohama |                       |                       | Chelsea               | Chelsea     | 0           |             |           |  |  |                         |                         |                         |
|  | december 9. – Tojota   | december 9. – Tojota   | december 9. – Tojota   | december 13. – Jokohama | december 13. – Jokohama | december 13. – Jokohama |                       |                       | Chelsea               | Chelsea     | 0           |             |           |  |  |                         |                         |                         |
|  | Ulsan Hyundai          | Ulsan Hyundai          | 1                      | CF Monterrey            | CF Monterrey            | 1                       |                       |                       |                       |             |             |             |           |  |  |                         |                         |                         |
|  | Ulsan Hyundai          | Ulsan Hyundai          | 1                      | CF Monterrey            | CF Monterrey            | 1                       |                       |                       |                       |             |             |             |           |  |  |                         |                         |                         |
|  | CF Monterrey           | CF Monterrey           | 3                      |                         |                         | Chelsea                 | Chelsea               | 3                     |                       |             |             |             |           |  |  |                         |                         |                         |
|  | CF Monterrey           | CF Monterrey           | 3                      |                         |                         | Chelsea                 | Chelsea               | 3                     |                       |             |             |             |           |  |  |                         |                         |                         |
|  |                        |                        |                        |                         |                         |                         |                       |                       |                       |             |             |             |           |  |  |                         |                         |                         |
|  |                        |                        |                        |                         |                         |                         |                       |                       |                       |             |             |             |           |  |  |                         |                         |                         |
|  | Az 5. helyért          | Az 5. helyért          | Az 5. helyért          | Bronzmérkőzés           | Bronzmérkőzés           | Bronzmérkőzés           |                       |                       |                       |             |             |             |           |  |  |                         |                         |                         |
|  | Az 5. helyért          | Az 5. helyért          | Az 5. helyért          | Bronzmérkőzés           | Bronzmérkőzés           | Bronzmérkőzés           |                       |                       |                       |             |             |             |           |  |  |                         |                         |                         |
|  | december 12. – Tojota  | december 12. – Tojota  | december 12. – Tojota  | december 16. – Jokohama | december 16. – Jokohama | december 16. – Jokohama |                       |                       |                       |             |             |             |           |  |  |                         |                         |                         |
|  | december 12. – Tojota  | december 12. – Tojota  | december 12. – Tojota  | december 16. – Jokohama | december 16. – Jokohama | december 16. – Jokohama |                       |                       |                       |             |             |             |           |  |  |                         |                         |                         |
|  | Ulsan Hyundai          | Ulsan Hyundai          | 2                      | Al-Ahly                 | Al-Ahly                 | 0                       |                       |                       |                       |             |             |             |           |  |  |                         |                         |                         |
|  | Ulsan Hyundai          | Ulsan Hyundai          | 2                      | Al-Ahly                 | Al-Ahly                 | 0                       |                       |                       |                       |             |             |             |           |  |  |                         |                         |                         |
|  | Sanfrecce Hirosima     | Sanfrecce Hirosima     | 3                      | CF Monterrey            | CF Monterrey            | 2                       |                       |                       |                       |             |             |             |           |  |  |                         |                         |                         |
|  | Sanfrecce Hirosima     | Sanfrecce Hirosima     | 3                      | CF Monterrey            | CF Monterrey            | 2                       |                       |                       |                       |             |             |             |           |  |  |                         |                         |                         |

### Selejtező
| 2012. december 6. 19:45 |

| Sanfrecce Hirosima | 1–0               | Auckland City FC |
| ------------------ | ----------------- | ---------------- |
| Aojama 66'         | (0–0) Jegyzőkönyv |                  |

| Jokohamai Nemzetközi Stadion, Jokohama Nézőszám: 25 174 Játékvezető: Dzsamel Hajmúdi (algériai) |

### Negyeddöntők
| 2012. december 9. 16:00 |

| Ulsan Hyundai | 1–3               | CF Monterrey              |
| ------------- | ----------------- | ------------------------- |
| Lee 88'       | (0–1) Jegyzőkönyv | Corona 9' Delgado 77' 84' |

| Tojota Stadion, Tojota Nézőszám: 20 353 Játékvezető: Cüneyt Çakır (török) |

| 2012. december 9. 19:30 |

| Sanfrecce Hirosima | 1–2               | Al-Ahly                 |
| ------------------ | ----------------- | ----------------------- |
| Szató 32'          | (1–1) Jegyzőkönyv | Hamdy 15' Aboutrika 57' |

| Tojota Stadion, Tojota Nézőszám: 27 314 Játékvezető: Carlos Vera (ecuadori) |

### Az 5. helyért
| 2012. december 12. 16:30 |

| Ulsan Hyundai          | 2–3               | Sanfrecce Hirosima         |
| ---------------------- | ----------------- | -------------------------- |
| Mizumoto 17' Lee 90+5' | (1–1) Jegyzőkönyv | Jamagisi 35' Szató 56' 72' |

| Tojota Stadion, Tojota Nézőszám: 17 581 Játékvezető: Nawaf Shukrulla (bahreini) |

### Elődöntők
| 2012. december 12. 19:30 |

| Al-Ahly | 0–1               | Corinthians  |
| ------- | ----------------- | ------------ |
|         | (0–1) Jegyzőkönyv | Guerrero 30' |

| Tojota Stadion, Tojota Nézőszám: 31 417 Játékvezető: Marco Rodríguez (mexikói) |

| 2012. december 13. 19:30 |

| CF Monterrey    | 1–3               | Chelsea                                |
| --------------- | ----------------- | -------------------------------------- |
| De Nigris 90+1' | (0–1) Jegyzőkönyv | Mata 17' Torres 46' Chavez 48' (öngól) |

| Jokohamai Nemzetközi Stadion, Jokohama Nézőszám: 36 648 Játékvezető: Carlos Vera (ecuadori) |

#### Bronzmérkőzés
| 2012. december 16. 16:30 |

| Al-Ahly | 0–2               | CF Monterrey          |
| ------- | ----------------- | --------------------- |
|         | (0–1) Jegyzőkönyv | Corona 3' Delgado 66' |

| Jokohamai Nemzetközi Stadion, Jokohama Nézőszám: 56 301 Játékvezető: Peter O'Leary (új-zélandi) |

#### Döntő
| 2012. december 16. 19:30 |

| Corinthians  | 1–0               | Chelsea |
| ------------ | ----------------- | ------- |
| Guerrero 69' | (0–0) Jegyzőkönyv |         |

| Jokohamai Nemzetközi Stadion, Jokohama Nézőszám: 68 275 Játékvezető: Cüneyt Çakır (török) |

| A 2012-es FIFA-klubvilágbajnokság győztese |
| ------------------------------------------ |
| Corinthians 2. cím                         |

### Díjak
A torna után az alábbi díjakat osztották ki:
| Aranylabda           | Ezüstlabda           | Bronzlabda                        |
| -------------------- | -------------------- | --------------------------------- |
| Cássio (Corinthians) | David Luiz (Chelsea) | José Paolo Guerrero (Corinthians) |
| Fair Play-díj        |                      |                                   |
| CF Monterrey         |                      |                                   |

### Gólszerzők
| Helyezés | Játékos             | Klub               | Gólok száma |
| -------- | ------------------- | ------------------ | ----------- |
| 1.       | César Delgado       | Monterrey          | 3           |
| 1.       | Szató Hiszato       | Sanfrecce Hirosima | 3           |
| 3.       | José Paolo Guerrero | Corinthians        | 2           |
| 3.       | Jesús Corona        | Monterrey          | 2           |
| 5.       | Mohamed Aboutrika   | el-Ahlí            | 1           |
| 5.       | Al-Sayed Hamdy      | el-Ahlí            | 1           |
| 5.       | Juan Mata           | Chelsea            | 1           |
| 5.       | Fernando Torres     | Chelsea            | 1           |
| 5.       | Aldo de Nigris      | Monterrey          | 1           |
| 5.       | Aojama Tosihiro     | Sanfrecce Hirosima | 1           |
| 5.       | Jamagisi Szatoru    | Sanfrecce Hirosima | 1           |
| 5.       | Lee Keun-Ho         | Ulsan Hyundai      | 1           |
| 5.       | Lee Yong            | Ulsan Hyundai      | 1           |

Öngólos
- Dárvin Chávez (Monterrey, a Chelsea ellen)
- Mizumoto Hiroki (Sanfrecce Hirosima, az Ulsan Hyundai ellen)

### Végeredmény
A tornán minden pozícióért játszottak helyosztót, kivétel ez alól a hetedik hely volt, ahol az a csapat végzett, amelyik a selejtezőn kiesett.
| Helyezés | Csapat             | M | Gy | D | V | Rg | Kg | Gk | P |
| -------- | ------------------ | - | -- | - | - | -- | -- | -- | - |
| Arany    | Corinthians        | 2 | 2  | 0 | 0 | 2  | 0  | +2 | 6 |
| Ezüst    | Chelsea            | 2 | 1  | 0 | 1 | 3  | 2  | +1 | 3 |
| Bronz    | CF Monterrey       | 3 | 2  | 0 | 1 | 6  | 4  | +2 | 6 |
| 4.       | el-Ahlí            | 3 | 1  | 0 | 2 | 2  | 4  | −2 | 3 |
| 5.       | Sanfrecce Hirosima | 3 | 2  | 0 | 1 | 5  | 4  | +1 | 6 |
| 6.       | Ulsan Hyundai      | 2 | 0  | 0 | 2 | 3  | 6  | −3 | 0 |
| 7.       | Auckland City FC   | 1 | 0  | 0 | 1 | 0  | 1  | −1 | 0 |